# اسپرد
اسپرد (به سوئدی: Äspered) یک منطقهٔ مسکونی در سوئد است که در بخش بوروس شهرستان وسترا یوتلاند واقع شده‌است. اسپرد ۰٫۴۳ کیلومتر مربع مساحت و ۲۸۷ نفر جمعیت دارد.